# Timur Bilałow
Timur Rafaiłowicz Bilałow, ros. Тимур Рафаилович Билялов (ur. 28 marca 1995 w Kazaniu) – rosyjski hokeista narodowości tatarskiej, reprezentant Rosji, olimpijczyk.

## Kariera
- Irbis Kazań (2012-2013)
- Bars Kazań (2013-2014)
- Jużnyj Urał Orsk (2013-2014)
- Jużnyj Urał-Mietałłurg Orsk (2014/2015)
- Nieftianik Almietjewsk (2015-2016)
- Bars Kazań (2016-2017)
- Ak Bars Kazań (2017/2018)
- Jugra Chanty-Mansyjsk (2017/2018)
- Dinamo Ryga (2018-2019)
- Ak Bars Kazań (2019-)

Wychowanek Ak Barsa Kazań. W KHL Junior Draft z 2012 został wybrany przez ten klub. Występował w zespołach z juniorskich rozgrywek MHL-B i MHL oraz seniorskich WHL i KHL. Po okresach gry w innych zespołach zostawał ponownie zawodnikiem AK Barsu w połowie 2016. W grudniu 2017 przeszedł do Jugry, skąd w kwietniu 2018 powrócił do AK Barsu, w lipcu tego roku został przetransferowany do Dinama Ryga. W maju 2019 ponownie został bramkarzem AK Barsu, z którym w kwietniu 2020 podpisał dwuletnią umowę.
Był w składzie Rosji na Zimowej Uniwersjadzie 2017, aczkolwiek nie rozegrał meczu. W sezonie 2019/2020 zadebiutował w seniorskiej reprezentacji Rosji. W barwach reprezentacji Rosyjskiego Komitetu Olimpijskiego uczestniczył w turnieju zimowych igrzysk olimpijskich 2022.

## Sukcesy
Reprezentacyjne
- Złoty medal zimowej uniwersjady: 2017
- Srebrny medal zimowych igrzysk olimpijskich: 2022

Klubowe
- Złoty medal WHL /  Puchar Bratina: 2016 z Nieftianikiem Almietjewsk
- Srebrny medal mistrzostw Rosji: 2020 z Ak Barsem Kazań
- Brązowy medal mistrzostw Rosji: 2021 z Ak Barsem Kazań

Indywidualne
- MHL-B (2012/2013):
  - Pierwsze miejsce w klasyfikacji skuteczności interwencji w sezonie zasadniczym: 94,3%[9]
  - Pierwsze miejsce w klasyfikacji średniej goli straconych na mecz w sezonie zasadniczym: 1,52[10]
  - Trzecie miejsce w klasyfikacji meczów bez straty gola w sezonie zasadniczym: 7
  - Najlepszy bramkarz sezonu
- Wysszaja Chokkiejnaja Liga (2013/2014):
  - Najlepszy bramkarz miesiąca – styczeń 2014
  - Piąte miejsce w klasyfikacji skuteczności interwencji w fazie play-off: 93,3%[11]
  - Siódme miejsce w klasyfikacji średniej goli straconych na mecz w fazie play-off: 2,04[12]
- Wysszaja Chokkiejnaja Liga (2015/2016):
  - Piąte miejsce w klasyfikacji skuteczności interwencji w sezonie zasadniczym: 94,3%[13]
  - Dziewiąte miejsce w klasyfikacji średniej goli straconych na mecz w sezonie zasadniczym: 1,79[14]
  - Siódme miejsce w klasyfikacji meczów bez straty gola w sezonie zasadniczym: 4[15]
  - Pierwsze miejsce w klasyfikacji skuteczności interwencji w fazie play-off: 95,9%[16]
  - Pierwsze miejsce w klasyfikacji średniej goli straconych na mecz w fazie play-off: 1,28[17]
  - Pierwsze miejsce w klasyfikacji meczów bez straty gola w fazie play-off: 3[18]
  - Najlepszy bramkarz tygodnia – 27 września 2015, 20 grudnia 2015, półfinały play-off, finały play-off
  - Najbardziej Wartościowy Zawodnik (MVP) w fazie play-off
  - Najlepszy bramkarz sezonu
- Wysszaja Chokkiejnaja Liga (2016/2017):
  - Najlepszy bramkarz miesiąca – listopad 2016
  - Czwarte miejsce w klasyfikacji skuteczności interwencji w sezonie zasadniczym: 93,7%[19]
  - Pierwsze miejsce w klasyfikacji meczów bez straty gola w sezonie zasadniczym: 6[20]
- KHL (2019/2020):
  - Najlepszy bramkarz tygodnia – 5 listopada 2019, 18 listopada 2019
  - Najlepszy bramkarz miesiąca – listopad 2019[21]
  - Mecz Gwiazd KHL
  - Drugie miejsce w klasyfikacji skuteczności interwencji w sezonie zasadniczym: 94,3%[22]
  - Drugie miejsce w klasyfikacji średniej goli straconych na mecz w sezonie zasadniczym: 1,45[23]
  - Drugie miejsce w klasyfikacji meczów bez straty gola w sezonie zasadniczym: 8[24]
  - Najlepszy Bramkarz Sezonu[25][26]
- KHL (2020/2021):
  - Drugie miejsce w klasyfikacji skuteczności interwencji w fazie play-off: 95,3%
  - Trzecie miejsce w klasyfikacji średniej goli straconych na mecz w fazie play-off: 1,26
- KHL (2022/2023):
  - Najlepszy bramkarz miesiąca - styczeń 2023[27]
  - Najlepszy bramkarz etapu - finał o Puchar Gagarina[28]
  - Czwarte miejsce w klasyfikacji skuteczności interwencji w fazie play-off: 93,8%
  - Trzecie miejsce w klasyfikacji średniej goli straconych na mecz w fazie play-off: 1,70
  - Czwarte miejsce w klasyfikacji liczby meczów bez straty gola w fazie play-off: 2
- KHL (2023/2024):
  - Najlepszy bramkarz miesiąca - luty 2024[29]
  - Pierwsze miejsce w klasyfikacji skuteczności interwencji w sezonie zasadniczym: 93,8%
  - Drugie miejsce w klasyfikacji średniej goli straconych na mecz w sezonie zasadniczym: 1,82
  - Pierwsze miejsce w klasyfikacji meczów bez straty gola w sezonie zasadniczym: 7
  - Piąte miejsce w klasyfikacji skuteczności interwencji w fazie play-off: 93,5%
  - Trzecie miejsce w klasyfikacji meczów bez straty gola w fazie play-off: 1
- KHL (2024/2025):
  - Piąte miejsce w klasyfikacji średniej goli straconych na mecz w fazie play-off: 2,29